# Alphonzo Bell
Alphonzo Bell (n. 29 septembrie 1875, Los Angeles, California, SUA – d. 27 decembrie 1947, Los Angeles, California, SUA) a fost un jucător de tenis ce a reprezentat Statele Unite ale Americii, medaliat olimpic. A participat la o ediție a Jocurilor Olimpice (1904) în care a câștigat o medalie de argint și o medalie de bronz.